# 푸주
푸주(중국어: 腐竹, 한어 병음: fǔzhú, 월병: fu6 zuk1 푸죽[*], 한자음: 부죽, 일본어: 湯葉/ゆば, 일본어 발음: 유바)는 중국 요리와 일본 요리에 쓰이는 마른 두부껍질이다. 두부를 만들 때 표면에 생기는 얇은 막을 모아서 말아다 압착한 후 건조시켜 만든다. 중국식은 긴 막대 형태로 길게 말아서 압착 건조하며, 일본식은 막대형 뿐 아니라 판형으로도 만든다.
둥베이 지역에서 유래했다. 두부에서 물기를 빼서 얇게 만든 일종의 건두부로, 말렸을 때의 모양이 마치 대나무 같다고 해서 중국어로 "두부"를 뜻하는 "더우푸"의 "푸"와 "대나무"를 뜻하는 "주"를 합쳐 "푸주"라고 부른다. 보통 물에 불려서 부드러워지면 요리에 사용한다.

## 영양
두부껍질의 40%는 식물성 단백질로 이루어져 있으며, 이는 쇠고기의 2배이다. 철분 또한 4배나 되는 양을 함유하고 있다.

## 조리법
건조 상태는 제조사별로 차이가 있는데, 일반적으로는 아주 단단해서 바로 먹기 힘들다. 1~2시간 길게는 한나절 정도 물에 불려서 부드러워지면 요리에 사용한다. 부드러워져도 딱딱하다, 일반 두부처럼 연하지 않고 쫄깃한 식감이다.

## 만들기
푸주는 두부를 만들기 위해 콩물을 끓일 때 표면에 나타나는 응고된 막을 걷어내 건조한 두부피라고 할 수 있다. 이때  콩물을 끓일 때 온도 차에 의해 생기는 표면의 응고막을 건져 말린 것이다.

## 사진

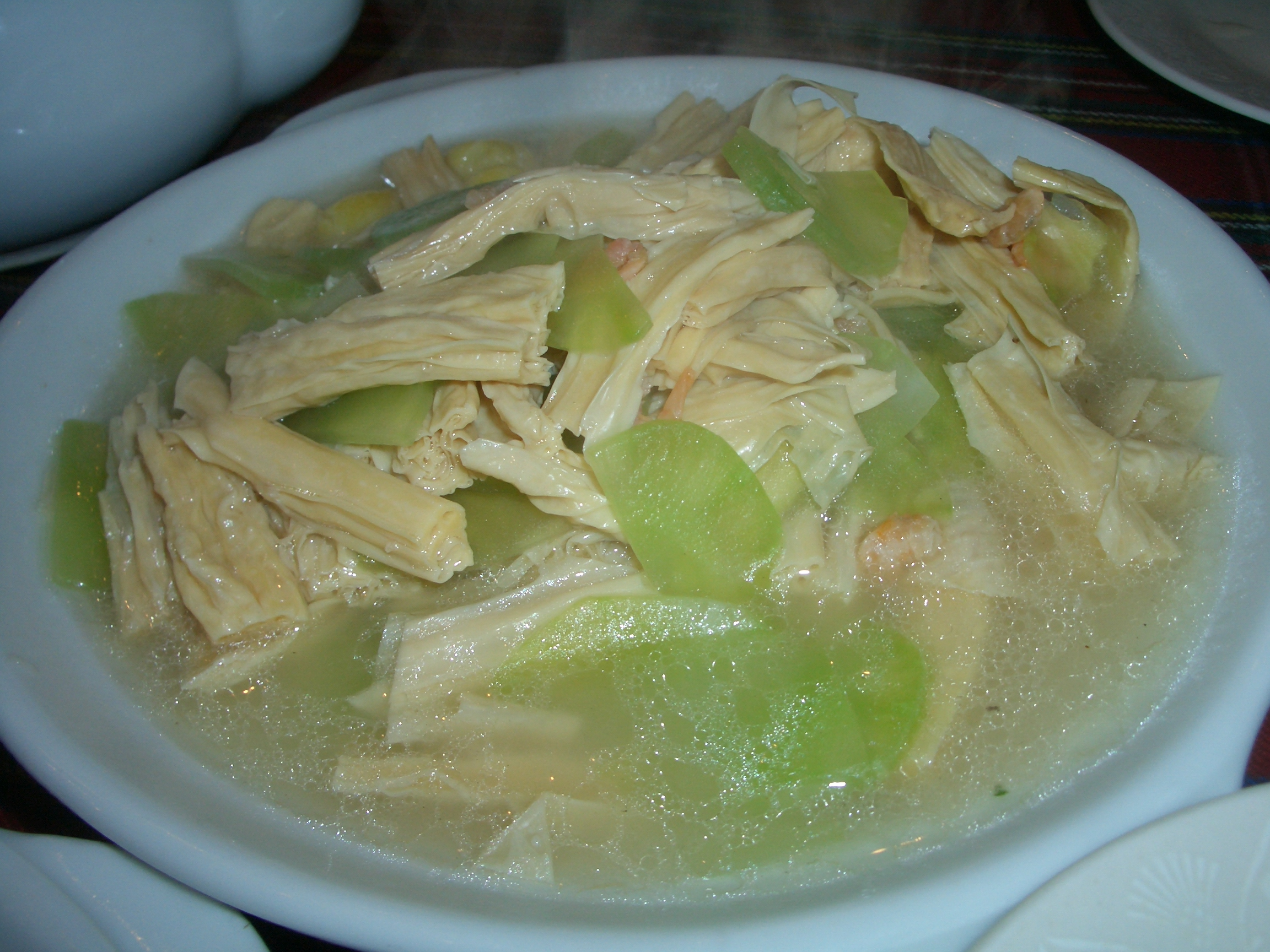
성통푸죽(광둥어: 上湯腐竹)
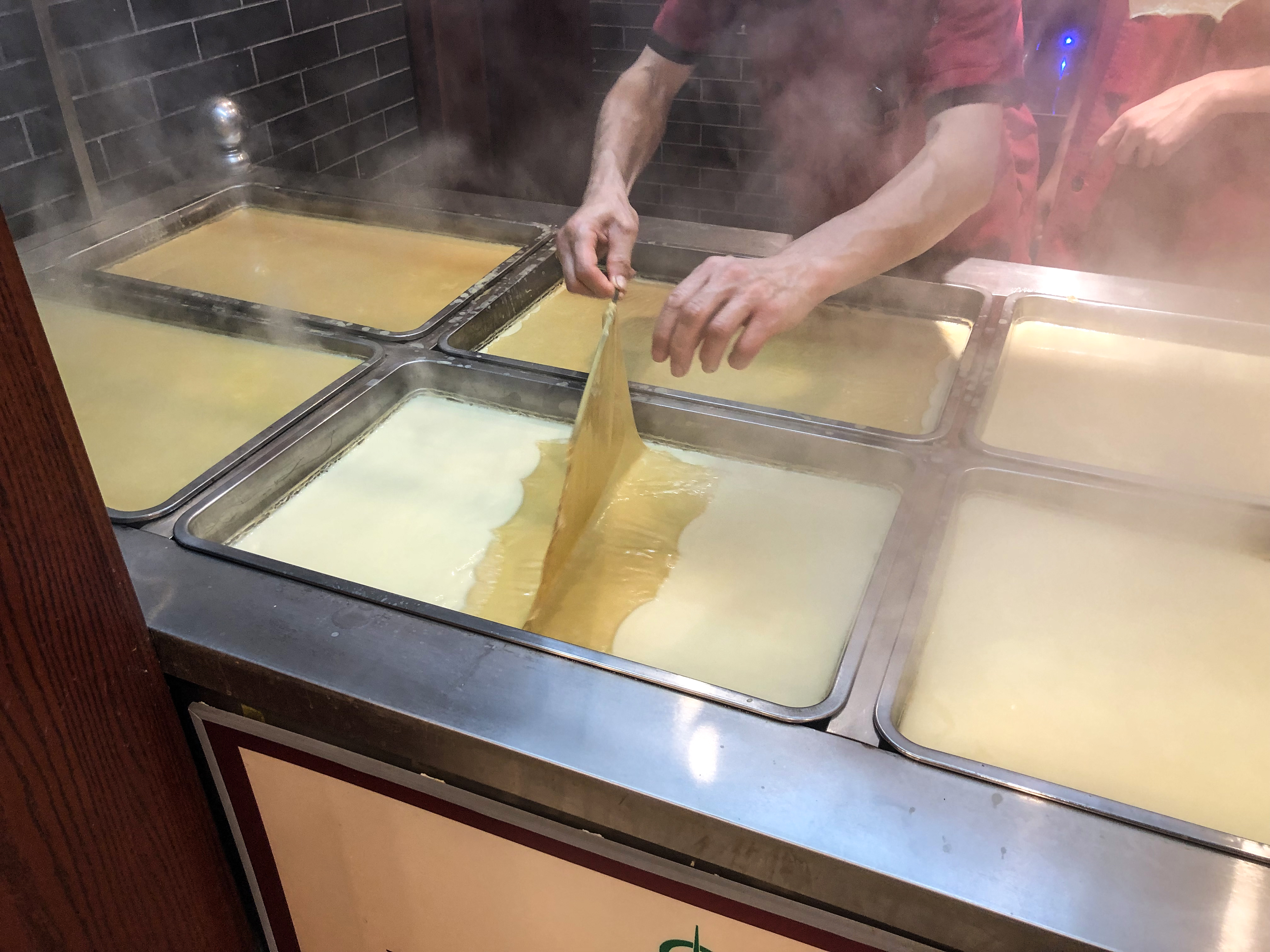
푸주 만들기

## 같이 보기
- 푸피